# Carmona y Valle
Carmona y Valle är en ort i Mexiko.   Den ligger i kommunen Tantima och delstaten Veracruz, i den sydöstra delen av landet, 260 km nordost om huvudstaden Mexico City. Carmona y Valle ligger 35 meter över havet och antalet invånare är 216.
Terrängen runt Carmona y Valle är huvudsakligen platt, men åt sydost är den kuperad. Runt Carmona y Valle är det ganska tätbefolkat, med 134 invånare per kvadratkilometer. Närmaste större samhälle är Naranjos, 16,0 km sydost om Carmona y Valle. Omgivningarna runt Carmona y Valle är en mosaik av jordbruksmark och naturlig växtlighet.